# Christoph-Adolf Fürus
Christoph-Adolf Fürus (* 3. Dezember 1928 in Kürtow; † 13. Dezember 2022 in Lauterecken) war ein Generalmajor des Heeres der Bundeswehr.

## Leben
Beförderungen
- 1958 Leutnant
- 1960 Oberleutnant
- 1962 Hauptmann
- 1967 Major
- 1970 Oberstleutnant
- 1974 Oberst
- 1980 Brigadegeneral
- 1983 Generalmajor

Fürus wurde als Sohn eines Rentmeisters eines Rittergutes geboren. Er trat Anfang 1944 als Marinehelfer in die Wehrmacht ein und wurde von Januar bis Mai 1945 in der Kriegsmarine ausgebildet. Im Mai 1945 war in britischer Internierung.
In der Nachkriegszeit war Fürus als Fernfahrer tätig, absolvierte das Abitur 1950 in Braunschweig, studierte von 1950 bis 1953 Elektrotechnik und Frankfurt am Main, durchlief eine Berufsausbildung zum Filmtechniker und war Filmtheater-Besitzer in Koblenz von 1953 bis März 1957.
Am 1. April 1957 trat Fürus beim I. Bataillon des Feldartillerieregiments 2 in Niederlahnstein in die Bundeswehr ein, durchlief die Grundausbildung, die Spezialgrundausbildung und den Fahnenjunker-Lehrgang. Von Dezember 1957 bis August 1958 wurde er an der Heeresoffizierschule II in Husum und anschließend bis Februar 1959 an der Artillerieschule in Idar-Oberstein ausgebildet. Von Februar 1959 bis Juni 1960 war er Batterie-Offizier in der 3. Batterie des Feldartilleriebataillons 45 in Niederlahnstein, von Juli 1960 bis Oktober 1962 Batteriechef der 2. Batterie des Feldartilleriebataillons 45 in Niederlahnstein und Mengeringhausen und von November 1962 bis April 1963 Batteriechef der 3. Batterie des Feldartilleriebataillons 71 in Mengeringhausen. Anschließend diente er von Mai 1963 bis September 1966 als Offizier für Planung, Ausbildung und Organisation (S 3) im Artillerieregiment 7 in Ahlen und Dülmen und war von Oktober 1966 bis September 1968 stellvertretender Bataillonskommandeur des Raketenartilleriebataillons 72 in Dülmen. 
Von Oktober 1968 bis September 1969 absolvierte Fürus den Generalstabslehrgang Mittlere Führung an der Führungsakademie der Bundeswehr in Hamburg. Im Folgenden wurde er Bataillonskommandeur des Raketenartilleriebataillons 72 in Geilenkirchen, wurde im Oktober 1971 Inspektionschef an der Artillerieschule in Idar-Oberstein und im Oktober 1974 Regimentskommandeur des Artillerieregiments 3 in Stade.
Fürus war von April 1978 bis September 1980 Brigadekommandeur der Panzerbrigade 6 in Neustadt (Hessen), von Oktober 1980 Korpsartilleriekommandeur 2 in Ulm, vom 7. Dezember 1980 bis März 1983 Kommandeur der Artillerieschule in Idar-Oberstein und in seiner letzten Verwendung von April 1983 bis März 1988 Divisionskommandeur der 1. Luftlandedivision in Bruchsal. Mit Ablauf des März 1988 wurde er in den Ruhestand versetzt.
Fürus war verheiratet mit seiner Frau Ingrid, geb. Hasselwander. Beide sind auf dem Friedhof Lauterecken begraben.

## Auszeichnungen
- Verdienstkreuz am Bande des Verdienstordens der Bundesrepublik Deutschland (1983)
- Verdienstkreuz 1. Klasse des Verdienstordens der Bundesrepublik Deutschland (1987)
- Offizier der Ehrenlegion (1989)